# شستایوویتسه (ناحیه ناخود)
شستایوویتسه (به چکی: Šestajovice) یک منطقهٔ مسکونی در جمهوری چک است که در ناحیه ناخود واقع شده‌است. شستایوویتسه ۷٫۵۱ کیلومتر مربع مساحت و ۱۹۰ نفر جمعیت دارد و ۲۷۴ متر بالاتر از سطح دریا واقع شده‌است.